# فاديم فولودميروفيج بريستايكا
فاديم فولودميروفيج بريستايكا (بالأوكرانية: Вади́м Володи́мирович Приста́йко) سياسي أوكراني ولد في (20 فبراير 1970) في مدينة (أوديسا، أوكرانيا) نائب رئيس الوزراء للتكامل الأوروبي والأوروبي الأطلسي في أوكرانيا

## أهم المناصب
- وزير خارجية أوكرانيا (29 أغسطس 2019 - 4 مارس 2020)[2]
- رئيس بعثة أوكرانيا لدى الناتو (2017-2019)[3]
- نائب رئيس إدارة الرئيس الأوكراني زيلينسكي (22 مايو 2019 - 29 أغسطس 2019)[4]
- نائب رئيس الوزراء للتكامل الأوروبي والأوروبي الأطلسي في أوكرانيا (4 مارس 2020)[5]